# Billy-le-Grand
Billy-le-Grand é um pequeno município do departamento de Marne, na região de Grande Leste, no norte da França.

## Geografia
O município de Billy-le-Grand se encontra rodeado pelas comunas de Les Petites-Loges ao norte, Mourmelon-le-petit ao nordeste, Livry-Louvercy e Louvercy ao leste, Les Grandes-Loges ao sudeste, Vaudemange ao sul, Ambonnay ao sudoeste, Trépail ao oeste e Villers-Marmery ao noroeste.